# Тагаши
Тагаши — деревня в Канском районе Красноярского края. Входит в состав Рудянского сельсовета.

## История
Основана в 1898 году на месте старожильческой Ношинской заимки - Тагашинка. До 1925 года деревня входила в Устьянскую волость Канского уезда, Енисейской губернии. В 1926 года состояла 75 хозяйств, основное население — русские. Центр Тагашинковского сельсовета Устьянского района Канского округа Сибирского края, в него входило деревня Рудяная. Имелась начальная школа.

## Население
| 1926 | 2010 |
| ---- | ---- |
| 433  | ↘180 |